# Естерйотланд (ландскап)
Естерйотланд (швед. Landskap Östergötland), Східний Геталанд — історична провінція (ландскап) у південній частині центральної Швеції, в регіоні Йоталанд. Існує лише як історико-культурне визначення. Територіально входить до складу лену Естерйотланд.

## Географія
Естерйотланд межує на півночі з ландскапами Нерке та Седерманланд, на півдні — зі Смоландом, зі сходу омивається водами Балтійського моря, а з заходу — озера Веттерн.

## Історія
Вперше згадується як область Остроготія у Скандзі істориком Йорданом у  VI ст.

## Адміністративний поділ
Ландскап Естерйотланд є традиційною провінцією Швеції і не відіграє адміністративної ролі.

### Населені пункти
Більші міста й містечка:
- Лінчепінг
- Норрчепінг
- Мутала
- Фінспонг
- М'єльбю

## Символи ландскапу
- Рослина: волошка синя
- Птах: лебідь-шипун
- Риба: щука звичайна

## Галерея

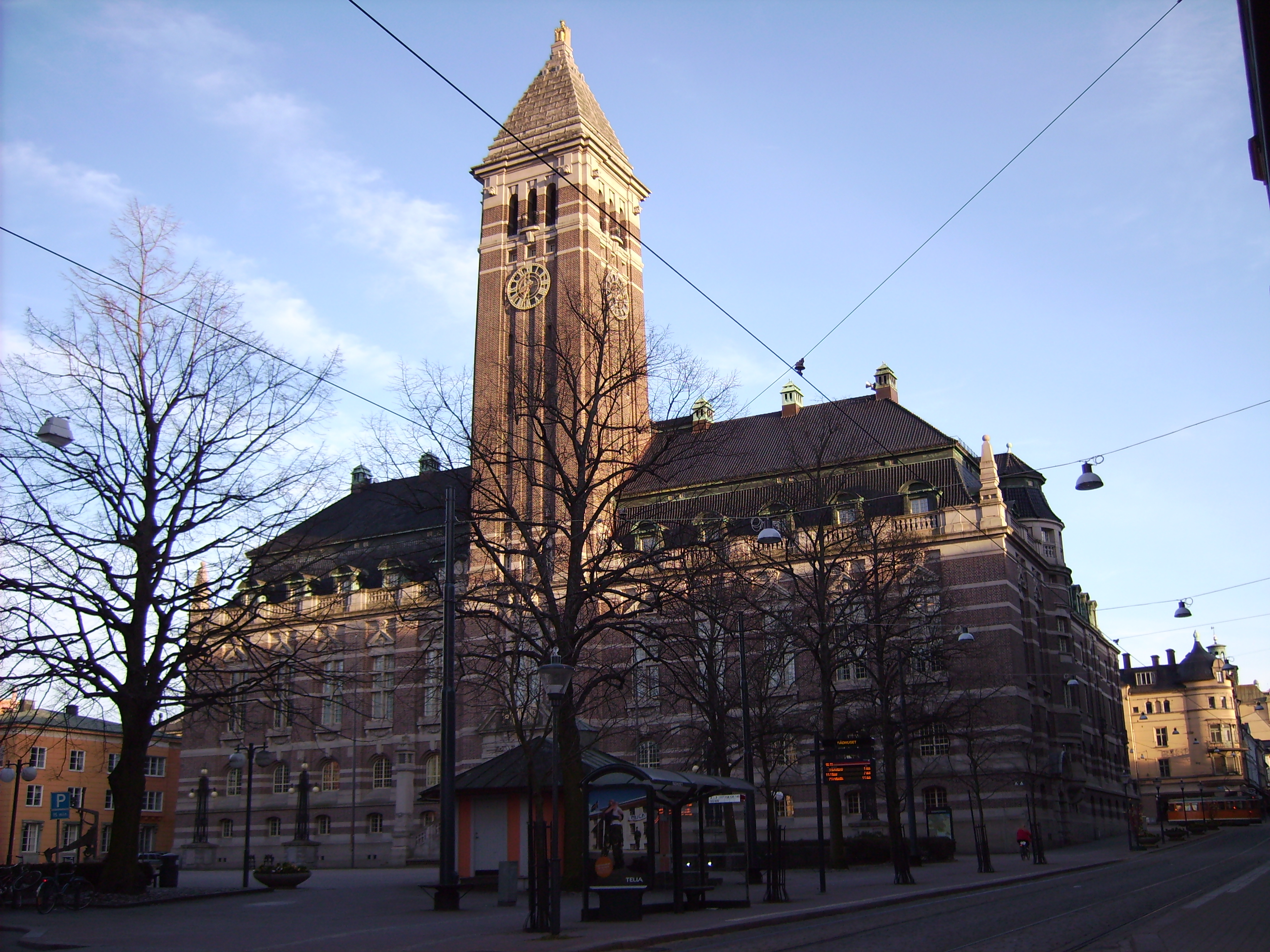
Ратуша в Норчепінгу
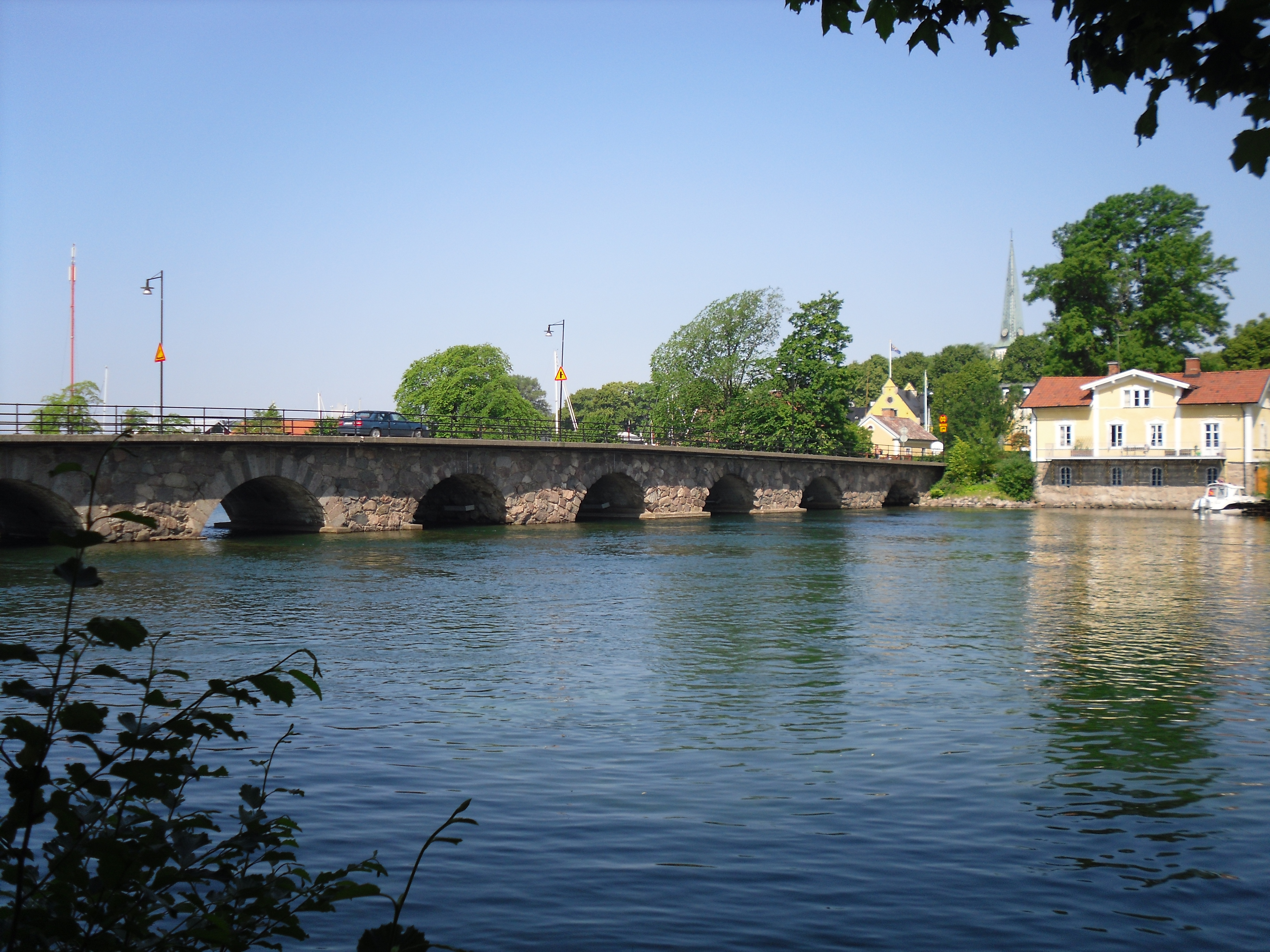
Старий міст у Муталі
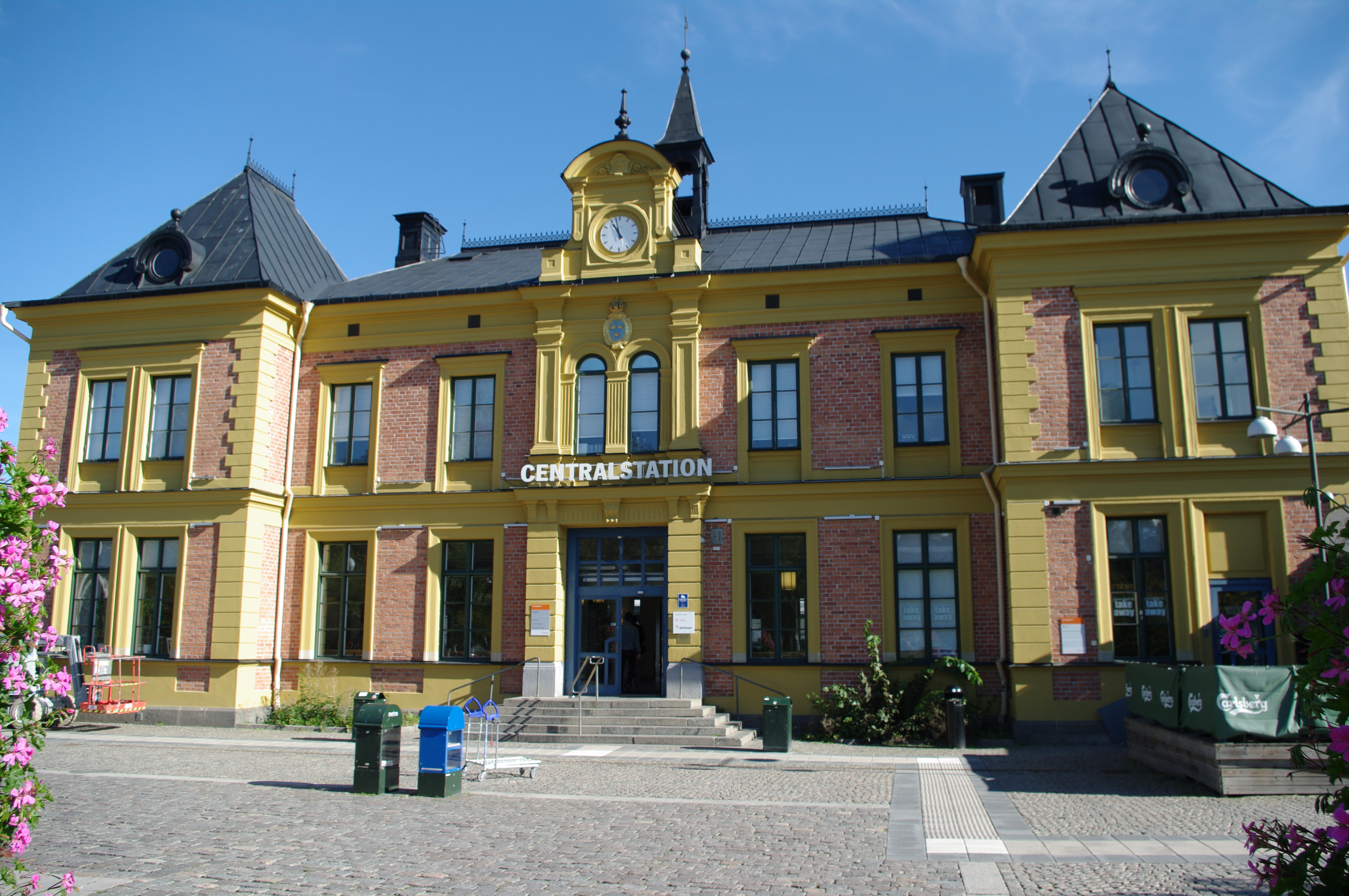
Залізничний вокзал у Лінчепінгу
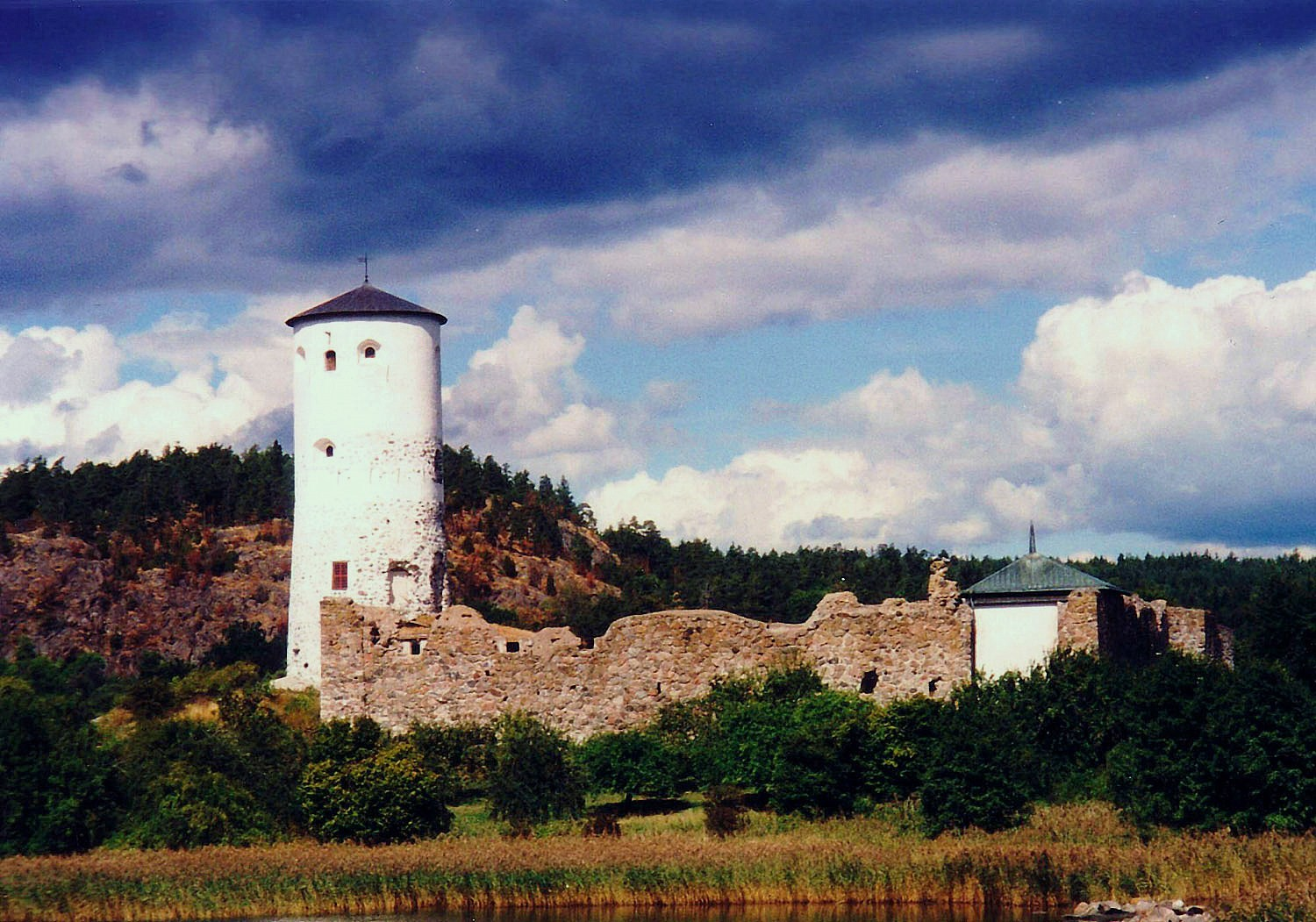
Руїни замку Стегеборг
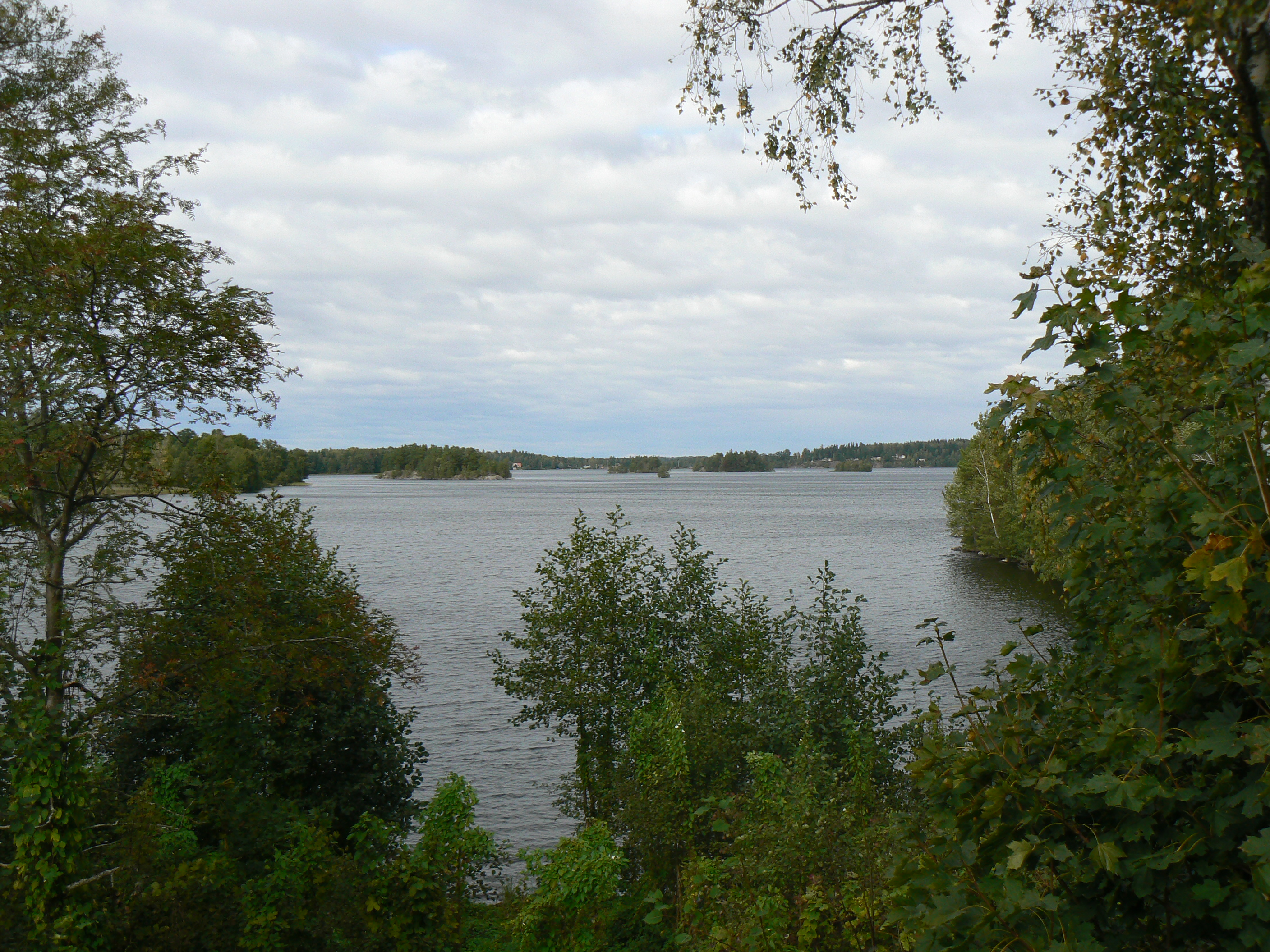
Озеро Стура Ранген